# Raúl Iragorri Montoya
Raúl Iragorri Montoya (Cuernavaca, Morelos; 5 de enero de 1935-Ciudad de México, 4 de diciembre de 2020) fue un empresario y político mexicano, miembro del partido Morena. Fue Diputado local durante la XL Legislatura del Honorable Congreso del Estado de Morelos de 1976 a 1979, la XLII Legislatura de 1985 a 1988 y la XLIX Legislatura de 2003 a 2006. Además ha sido columnista político de los periódicos El Diario de Morelos, El Regional del Sur y La Unión de Morelos.

## Biografía
Raúl Iragorri Montoya nació el 5 de enero de 1935 en la humilde vecindad del Pájaro ubicada en el centro de la ciudad de Cuernavaca. Es el primogénito del empresario y filántropo Raúl Iragorri Aranda y Bertha Montoya Magaña; unión marital que dio a luz a otros cuatro hijos: Carlos, Bertha, María Elena e Hilda.
Realizó sus estudios de primaria en la escuela Enrique Pestalozzi, en el Colegio Morelos y en el Colegio Cristóbal Colón; institución en donde cursó además la secundaria. Finaliza su educación media superior en la Preparatoria Federal del Estado dependiente de la Universidad Autónoma del Estado de Morelos. Previo al ingreso a la universidad viaja a Estados Unidos y Canadá; países en donde aparte de estudiar inglés se instruye también durante dos años en ciencias políticas y económicas. A su regreso a México, estudia la licenciatura en derecho en la UAEM, aunque no se titula. Es además locutor en la máxima categoría "A" certificado por el Departamento de Estudios Audiovisuales de la Secretaría de Educación Pública, siendo su examinante el reconocido locutor Álvaro Gálvez y Fuentes.

## Carrera política
Raúl Iragorri Montoya es designado en 1964 como Secretario General Juvenil de la Confederación Nacional de Organizaciones Populares de Cuernavaca; posteriormente el Comité Directivo Nacional de esta misma institución lo nombra Coordinador ante el Instituto de Estudios Políticos, Económicos y Sociales en el estado de Morelos. Como miembro del Partido Revolucionario Institucional se desempeñó además como Secretario de Organización del Comité Municipal de Cuernavaca. En 1976 es designado como Secretario General de la Federación de Organizaciones Populares ante la CNOP en el estado.
Durante las elecciones a Diputados locales en 1976 es postulado por el sector popular del PRI en Morelos como contendiente por el I Distrito Electoral Estatal (Cuernavaca Norte). En el período comprendido entre 1976 y 1979 hace parte de la XL Legislatura del estado de Morelos.
Entre 1977 y 1979 se desempeña como Secretario de Asuntos legislativos de la CNOP en el estado de Morelos. En febrero de 1979 es nombrado Secretario General del Comité Directivo Estatal del PRI Morelos, siendo designado por el Comité Ejecutivo, cuyo delegado era en aquel entonces José Antonio Zorrilla Pérez. En junio de ese mismo año es ratificado por Gustavo Carvajal en la asamblea estatal. Durante siete meses de 1980 funge como presidente interino del CDE del PRI.
En 1982 es designado, por segunda ocasión, como secretario general del CDE del PRI en Morelos. En este mismo año, el gobernador del Estado, Dr. Lauro Ortega Martínez, lo nombra director general del Instituto Habitacional del Gobierno de Morelos, CAPROMOR, siendo Iragorri Montoya su primer director.
En las elecciones a diputados locales en 1985 es postulado por segunda ocasión por el PRI como contendiente por el IV Distrito Electoral Estatal (Tetecala). Durante el período comprendido entre 1985 y 1989 hace parte de la XLII Legislatura del estado de Morelos.
En 1995 renuncia al PRI. En este mismo año el Partido de la Revolución Democrática lo lanza como candidato a Diputado federal por el I Distrito Federal Electoral.
En 1997 se afilia como militante del PRD. En 1999 resulta elegido como candidato para Gobernador del Estado de Morelos de este partido para contender durante las elecciones del 2000.
En el 2002 se lanza como precandidato del PRD a la Presidencia Municipal de Cuernavaca, y aunque obtiene la mayoría en las encuestas internas, decide no postularse. Ese mismo año renuncia al partido.
En el 2003 el Partido Verde Ecologista de México lo postula como candidato a la Presidencia Municipal de Cuernavaca. Ahora bien, debido a la alta votación que logra el partido, obtiene la diputación plurinominal a la XLIX Legislatura del estado de Morelos durante el período 2003 - 2006.
En el 2014 se incorpora al Movimiento de Regeneración Nacional MORENA, partido político y movimiento social encabezado por Andrés Manuel López Obrador. Para el 2015 se postula como candidato a la Presidencia Municipal de Cuernavaca por este partido.

### Diputado local
Como Diputado local del Honorable Congreso del Estado de Morelos durante los períodos 1976 - 1979, 1985 - 1988 y 2003 - 2006 impulsó diversos proyectos de ley y reformas, entre las cuales destacan: Reforma Constitucional y a la Ley de la Auditoría Superior, Reforma Constitucional en materia de Responsabilidad Patrimonial del Estado, Ley de Fomento Económico, Reforma al artículo 70 de la Constitución Política del Estado de Morelos, Revisión Integral y Propuesta de Reformas a la Ley Orgánica y Reglamento Interior del Congreso del Estado, Ley de Salud del Estado de Morelos, Reglamento del Instituto de Investigaciones Legislativas del Congreso del Estado y la Ley de Transporte Público del Estado de Morelos.
Adicionalmente ha postulado iniciativas que por primera vez fueron presentadas en el Estado, tales como: la Reforma Constitucional para la reelección de Diputados y de Presidentes municipales de los Ayuntamientos; establecimiento de la Mesa de la Reforma del Estado, al desincorporarla del Poder Ejecutivo e incorporarla al Poder Legislativo; Reforma a los artículos 32 párrafo quinto y 44 de la Constitución Política del Estado Libre y Soberano de Morelos, por el que se propone eliminar el terrible candado constitucional en el que todo el trabajo legislativo debe de votarse por mayoría calificada en vez de presentarse por mayoría simple; Decreto que reforma y deroga diversas disposiciones del Código Penal para el Estado de Morelos, tales como la despenalización del aborto; iniciativa de Decreto por el que se reforman, derogan y adicionan diversas disposiciones de la Constitución Política del Estado Libre y Soberano de Morelos en materia de Procuración de Justicia, al otorgar autonomía a la Procuraduría General del Estado; Reforma al Artículo 20 constitucional para permitir el matrimonio entre personas del mismo sexo.

## Carrera empresarial
Desde los 18 años de edad se ha dedicado a las actividades comerciales. Ha impulsado negocios de materiales de la construcción y sus derivados, fue el fundador de una fábrica de tubos y blocks de concreto e incursionó en el sector inmobiliario y en la venta de automóviles usados.
Desde hace 50 años dirige cuatro distribuidoras de autos Nissan, reconocidas actualmente como el Grupo Automotriz Iragorri, el cual otorga empleo de manera directa a quinientas familias y de manera indirecta a cien más.

## Fallecimiento
Falleció el 4 de diciembre de 2020 en Ciudad de México a los 85 años de edad a consecuencia del virus COVID-19.